# Новиківська сільська рада
Но́виківська сільська́ ра́да — адміністративно-територіальна одиниця та орган місцевого самоврядування у Збаразькому районі Тернопільської області. Адміністративний центр — село Новики.

## Загальні відомості
Новиківська сільська рада утворена в 1940 році.
- Територія ради: 17,02 км²
- Населення ради: 1 092 особи (станом на 2001 рік)
- Територією ради протікають річки Гнила, Гнізна

## Населені пункти
Сільській раді підпорядковані населені пункти:
- с. Новики
- с. Опрілівці
- с. Чумалі

## Склад ради
Рада складається з 14 депутатів та голови.
- Голова ради: Мних Ігор Андрійович
- Секретар ради: Качка Ольга Григорівна

### Керівний склад попередніх скликань
| Прізвище, ім'я, по батькові | Основні відомості                                                                     | Дата обрання | Дата звільнення |
| --------------------------- | ------------------------------------------------------------------------------------- | ------------ | --------------- |
| Мних Ігор Андрійович        | Сільський голова, 1974 року народження, освіта вища, член Української Народної Партії | 26.03.2006   | 31.10.2010      |
| Мних Ігор Андрійович        | Сільський голова, 1974 року народження, освіта вища, член Української Народної Партії | 31.10.2010   |                 |

Примітка: таблиця складена за даними сайту Верховної Ради України

### Депутати
За результатами місцевих виборів 2010 року депутатами ради стали:

#### За суб'єктами висування
| Суб'єкт висування | Кількість обраних депутатів | %   |
| ----------------- | --------------------------- | --- |
| Самовисування     | 14                          | 100 |

#### За округами
| № округу | Прізвище, ім'я, по батькові   | Дата визнання обраним | Освіта           | Партійна приналежність | Відомості про обраного депутата           |
| -------- | ----------------------------- | --------------------- | ---------------- | ---------------------- | ----------------------------------------- |
| 1        | Шиманський Петро Михайлович   | 04.11.2010            | середня          | позапартійний          | Клуб, завклуб                             |
| 2        | Олійник Юрій Володимирович    | 04.11.2010            | вища             | позапартійний          | ПП «Вікі», регіональний менеджер          |
| 3        | Дякун Андрій Сергійович       | 04.11.2010            | незакінчена вища | позапартійний          | ТІСТ, студент                             |
| 4        | Котюшко Василь Миколайович    | 04.11.2010            | вища             | позапартійний          | Новиківська с.р., землевпорядник          |
| 5        | Єфимчук Володимир Богданович  | 04.11.2010            | вища             | позапартійний          | тимчасово не працює                       |
| 6        | Малярчук Олексій Андрійович   | 04.11.2010            | середня          | позапартійний          | тимчасово не працює                       |
| 7        | Качка Ольга Григорівна        | 04.11.2010            | вища             | позапартійна           | Новиківська с.р., секретар                |
| 8        | Федуник Сергій Володимирович  | 04.11.2010            | вища             | позапартійний          | тимчасово не працює                       |
| 9        | Івахів Володимир Григорович   | 04.11.2010            | середня          | позапартійний          | Збаразька РайСТ, заступник директора      |
| 10       | Гопко Люба Петрівна           | 04.11.2010            | середня          | позапартійна           | тимчасово не працює                       |
| 11       | Гарбуз Ігор Васильович        | 04.11.2010            | вища             | позапартійний          | Зарубинський Спиртзавод, головний інженер |
| 12       | Атаманчук Ігор Степанович     | 04.11.2010            | середня          | позапартійний          | Укртелеком, електромонтер                 |
| 13       | Ковальська Олга Володимирівна | 04.11.2010            | вища             | позапартійна           | Новиківська с.р., бухгалтер               |
| 14       | Залєвський Ігор Андрійович    | 04.11.2010            | середня          | позапартійний          | тимчасово не працює                       |